# 아쿠탄섬

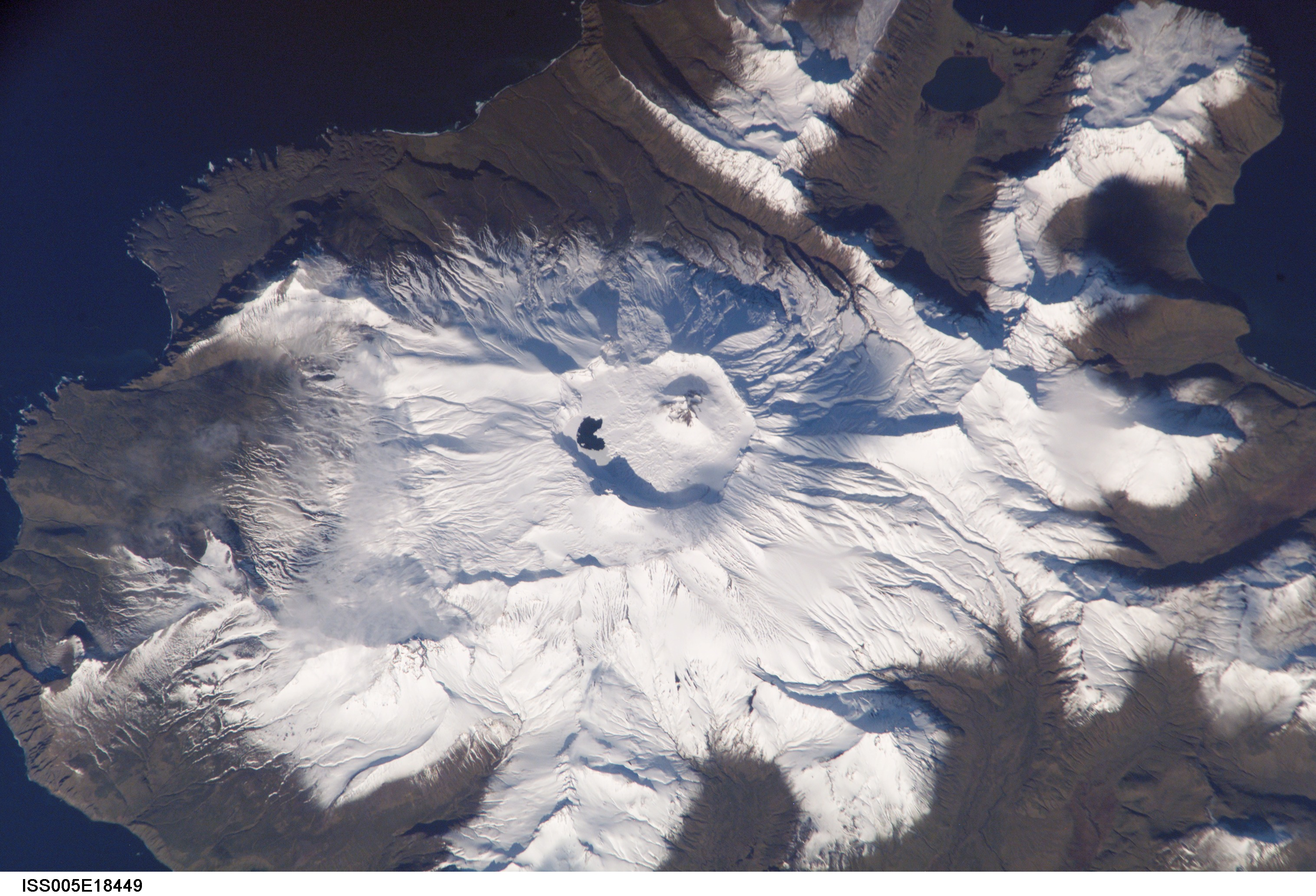

아쿠탄섬(Akutan Island)은 알래스카의 알류샨 열도에 있는 화산섬으로, 성층 화산인 아쿠탄 봉(Akutan Peak)이 솟아있다.
아쿠탄 봉은 정상에 소규모의 칼데라가 있고, 그 안에 또 작은 용암 돔이 있다. 현재도 활동중이며, 1992년에는 용암이 분출하기도 했다. 제2차 세계 대전 중 일본의 미쓰비시 전투기가 실수로 불시착한 일로 유명한데, 이 전투기를 아쿠탄 제로라고 한다.